# XIV Gruppo
L'XIV Gruppo era un gruppo di volo del Servizio Aeronautico del Regio Esercito, attivo nella prima guerra mondiale.

## Storia

### Prima guerra mondiale
Il reparto nasce come Gruppo Squadriglie dell'Aeroporto di Brescia-Ghedi diventando XIV Gruppo il 14 novembre 1917 inquadrato nel Raggruppamento da Bombardamento per il Comando supremo militare italiano comandato dal Maggiore Vittorio De Muro con la 2ª Squadriglia, 3ª Squadriglia, 7ª Squadriglia, 9ª Squadriglia e 10ª Squadriglia da bombardamento "Caproni".
Ai primi di dicembre il reparto si sposta all'Aeroporto di Padova ed il 24 dicembre cede la 3^ ed il comando passa al Magg. Oreste Salomone.
Il 2 febbraio 1918 Salomone ed il Tenente osservatore Mariano D'Ayala Godoy muoiono in un incidente di volo su un Caproni della 10ª Squadriglia da bombardamento "Caproni" vicino a Padova al rientro da un bombardamento notturno su Camporovere di Roana ed il comando interinale passa al Capitano Leone Cola De Renzis fino all'arrivo del Cap. Diego Sabbatini.
Il 10 aprile il comando passa al Magg. Francesco Vece ed il 14 aprile arriva la 16ª Squadriglia fino allo scioglimento della stessa del 20 giugno.
Il 23 luglio il reparto si sposta al Campo di aviazione di Arquà Petrarca ed il 15 settembre cede la 9^.
Il 23 settembre il comando passa al Magg. Salvatore Russi ed in ottobre il gruppo entra nella Massa da Bombardamento fino alla fine della guerra quando rientrano la 2^, la 7ª e la 10ª Squadriglia.
Viene sciolto il 28 febbraio 1919.

### Seconda guerra mondiale e dopoguerra
All'8 settembre 1943 il 14º Gruppo C (Complementare) era di stanza sull'Aeroporto di Reggio Emilia con i Caproni Ca.313.
Il 15 ottobre 1955 entra nel 2º Stormo, montato sui P-51 Mustang. Il 2º Stormo si trasformava in 2ª Aerobrigata, ufficializzando questa trasformazione il 1º luglio 1956.
Nel marzo-aprile del 1957 piloti e specialisti transitano sugli F-86 Sabre all'Aeroporto di Brescia-Montichiari. 
Nel frattempo, per migliorare l'efficienza operativa, veniva allestita una nuova base, quella dell'Aeroporto di Cameri: qui la 2ª Aerobrigata si trasferì a partire dal luglio 1957.
Il Gruppo, nel gennaio 1959, era stato trasferito all'Aeroporto di Rimini-Miramare. Poi, nel 1960, iniziava una cambiamento radicale con il passaggio del Gruppo sui nuovi caccia Fiat G.91.
Il 1º ottobre 1962 veniva sciolta la 2ª Aerobrigata ed il gruppo diventava autonomo.
La 2ª Aerobrigata, che nel frattempo era ritornata Stormo con la nuova denominazione di «2º Stormo Caccia Tattici Ricognitori Leggeri», rinasceva per la seconda volta a Treviso il 1º ottobre 1964 ed il 14º Gruppo era formato dalla 156ª, 157ª e 158ª Squadriglia.
Nel 1967 il Gruppo viene assegnato alla NATO.
All'inizio degli anni 70 lo Stormo assumeva la denominazione di 2º Stormo CBR (Caccia Bombardieri Ricognitori).
Nella primavera del 1991 il Gruppo comincia ad operare dall'Aeroporto di Istrana per iniziare la transizione sull'AMX, rimanendo però alle dipendenze del 2º Stormo il cui Comando è sull'Aeroporto di Treviso-Sant'Angelo.
Il 1º marzo 1994 il Gruppo si trasferisce all'Aeroporto di Rivolto, ricongiungendosi così al Comando del 2º Stormo che l'aveva preceduto quattro mesi prima.
Il 28 dicembre 1995 il Gruppo passa sotto il comando NATO, intervenendo nell'operazione Deliberate Force con missioni Close Air Support (CAS) in Bosnia ed anche a conflitto concluso, continuava i sorvoli armati del territorio bosniaco nell'ambito dell'operazione “Joint Guardian” (Kosovo Force).
Nel maggio 1999 il Gruppo è chiamato nuovamente ad operazioni di guerra nei cieli dei Balcani, partecipando attivamente all'operazione Allied Force durante la crisi del Kosovo, dove i risultati raggiunti sono stati talmente positivi da attirare l'attenzione degli alleati statunitensi; in quell'occasione gli AMX del Gruppo utilizzarono per la prima volta in operazioni reali armamento di precisione, sganciando diverse Opher a guida IIR ed un numero imprecisato di GBU-16 nel corso di più di diverse sortite. 
Il processo di maturazione e crescita del Gruppo continuava nel febbraio 2002 quando, dopo un'intensa attività di addestramento, otteneva l'assegnazione alla Rapid Reaction Force (RRF) della NATO.
Il 2002 proseguiva ma a dicembre lo Stato Maggiore disponeva lo scioglimento del Gruppo che veniva quindi posto in Riserva.